# Rule of thumb
Rule of thumb é uma expressão inglesa que designa um princípio ou critério amplamente utilizado derivado da experiência, embora carente de fundamento científico e não necessariamente preciso. A tradução literal é "regra do polegar" e parece ter sua origem numa antiga prática dos carpinteiros que consistia em usar o polegar em lugar de uma régua para realizar medições, considerando-se que o comprimento da primeira falange do polegar é de aproximadamente uma polegada.
Corresponde, portanto, a uma "regra prática" (também chamada de regra de ouro) que se aplica à maioria dos casos, tal como os procedimentos heurísticos utilizados em matemática, economia, psicologia e ciências da computação (particularmente no desenho de algoritmos). O termo é amplamente usado na literatura técnica de engenharia de software ou de administração de empresas, por exemplo (particularmente no desenho de algoritmos).